# Resurrezione (film 1934)
Resurrezione (We Live Again) è un film del 1934 diretto da Rouben Mamoulian, tratto dal romanzo omonimo di Lev Tolstoj.

## Produzione
Il film fu prodotto dalla Samuel Goldwyn Company.

## Distribuzione
Distribuito dalla United Artists, il film uscì nelle sale cinematografiche statunitensi il 1º novembre 1934 con il titolo originale We Live Again. Nel 1935, uscì in Francia (4 gennaio, come Résurrection), Svezia (18 marzo, come Katuscha), Danimarca (29 aprile, come Vi lever paany), Giappone (in giugno), Italia (20 luglio), Finlandia (1º settembre), Portogallo (30 settembre, come Ressurreição), Turchia (come Islâv Ihtiraslari).